# Alkalinebatterij

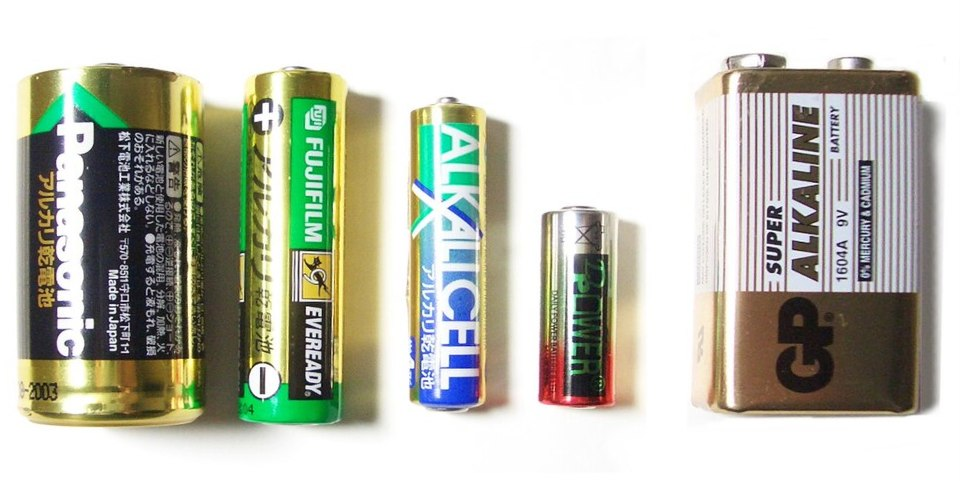
Verschillende alkalinebatterijen

Een alkalinebatterij is een bron van elektrische energie. Het is een type batterij dat zijn functie dankt aan de elektrochemische reactie tussen zinkpoeder (Zn) in de vorm van een pasta (de anode), en mangaandioxide (MnO2) samen met grafiet (de kathode). Als elektrolyt wordt gebruikgemaakt van het alkalische materiaal kaliumhydroxide (KOH), waaraan het zijn benaming dankt.
De alkalinebatterij is een type wegwerpbatterij die wel 3½ keer meer energie levert dan de zink-koolstofcel. Dit komt doordat de zinkpoederpasta veel meer zinkoppervlakte heeft dan een huls uit zink zoals die in een zink-koolstofcel wordt gebruikt.

## Toepassingsgebied
Alkalinebatterijen vinden gebruikstoepassing in bijvoorbeeld speelgoed, flitslampen van camera's en mp3-spelers.
De alkalinebatterij is een batterij met goede prestaties, zelfs bij lage temperaturen. Deze batterijen hebben een hoog opslagvermogen en een lange levensduur.

## Milieu
Vroeger bevatten deze batterijen kwik en cadmium om de overgang van zink en water naar zinkoxide en waterstof tegen te gaan, maar tegenwoordig worden de percentages zware metalen steeds meer teruggeschroefd en vervangen door andere stabilisatoren zoals bismut (correct gezien nog steeds een zwaar metaal, maar veel minder giftig dan kwik), aluminium en calcium.
De ecologische impact van de alkalinebatterij is voornamelijk gegenereerd door mangaandioxide, zink en staal. Mangaandioxide is voornamelijk aanwezig in Zuid-Afrika en Oekraïne. Samen zijn deze landen verantwoordelijk voor 80% van de totale jaarlijkse wereldproductie. De grootste productielanden van zink zijn China, Peru en Australië. Ongeveer 60% van zink op aarde wordt momenteel gebruikt en slechts 25% wordt gerecycleerd. Staal wordt in 2020 geproduceerd in China. In Europa is Zweden de belangrijkste producent. Aangezien Zweden in Europa ligt zal het transporteren van staal minder belastend zijn.

## Werking
De kathode van de alkalinebatterij staat inwendig in contact met de stalen beker die het kenmerkende 'puntje' heeft om de positieve pool van de batterij aan te duiden. Het label rond de batterij is niet geleidend waardoor de vingers van de gebruiker geïsoleerd zijn van de kathode.
De anodepen (nagel), die in de pasta is aangebracht, hangt vast aan de negatieve pool die wij herkennen als de vlakke zijde van een batterij. Tussen de pasta en de bodemplaat zit een afdichting met een kleine verzwakking. Als de batterij door verkeerde handeling of defect, inwendig gas zou ontwikkelen dan scheurt de dichting zodat de druk binnen de batterij niet hoog genoeg kan oplopen om de batterij te doen ontploffen. Hierdoor kan een batterij beginnen te lekken.
Beide polen zijn inwendig van elkaar gescheiden door een separatorpapier en bodemisolator om kortsluiting te voorkomen.
Aan de anode gebeurt er een chemische reactie. Er worden elektronen door het neutrale zink afgestaan en positieve zinkionen worden gevormd. Het zink gaat in oplossing maar de elektronen blijven achter, waardoor er een teveel is aan elektronen en de minpool ontstaat.
{\displaystyle {\ce {Zn + 2OH- -> ZnO + H2O + 2e-}}}
Het resulterend zinkoxide wordt ook weleens 'wit zink' genoemd en is de oorzaak dat men de batterij niet kan heropladen (zie hoofdstuk 'oplaadbaarheid').
Aan de kathode vindt er ook een chemische reactie plaats. Hier worden de elektronen uit de andere reactie opgenomen, waardoor deze kant van de batterij de pluspool wordt.
{\displaystyle {\ce {2MnO2 + 2H2O + 2e- -> 2MnO(OH) + 2OH-}}}
Dit vormt een totaalreactie die behoort tot de groep van redoxreacties.
{\displaystyle {\ce {2MnO2 + Zn + H2O -> 2MnO(OH) + ZnO}}}
Wanneer men nu de anode met de kathode verbindt zal er een elektronenstroom ontstaan. De elektrolyt dient hier als bevordering van de geleidbaarheid voor de ionen. Als er meer elektronen worden afgegeven is er dus ook een grotere stroom; om meer elektronen af te geven heeft men meer zinkatomen nodig die een reactie aangaan. Daarom is het belangrijk dat er een zo groot mogelijk zinkoppervlakte benut wordt.

## Ontlading
Alleen al door ongebruikt op de plank te liggen gaan batterijen achteruit. Die achteruitgang is afhankelijk van het soort batterij (materiaal), en de omgevingstemperatuur. Voor alkalinebatterijen wordt een bewaartijd opgegeven van 7 tot 10 jaar. Waarbij de ontlading 2 tot 3% per jaar zal zijn.

Door het (normale) gebruik van de batterij ontlaadt die. Hoe lang de ontlading volgehouden kan worden hangt af van het soort batterij (materiaal), capaciteit (mAh), belasting (µA mA), omgevingstemperatuur. 

Klemspanning bij constante ontlaadstroom

De grafiek van een alkaline AA-batterij laat zien dat de klemspanning weinig verandert gedurende de bruikbare levensduur.

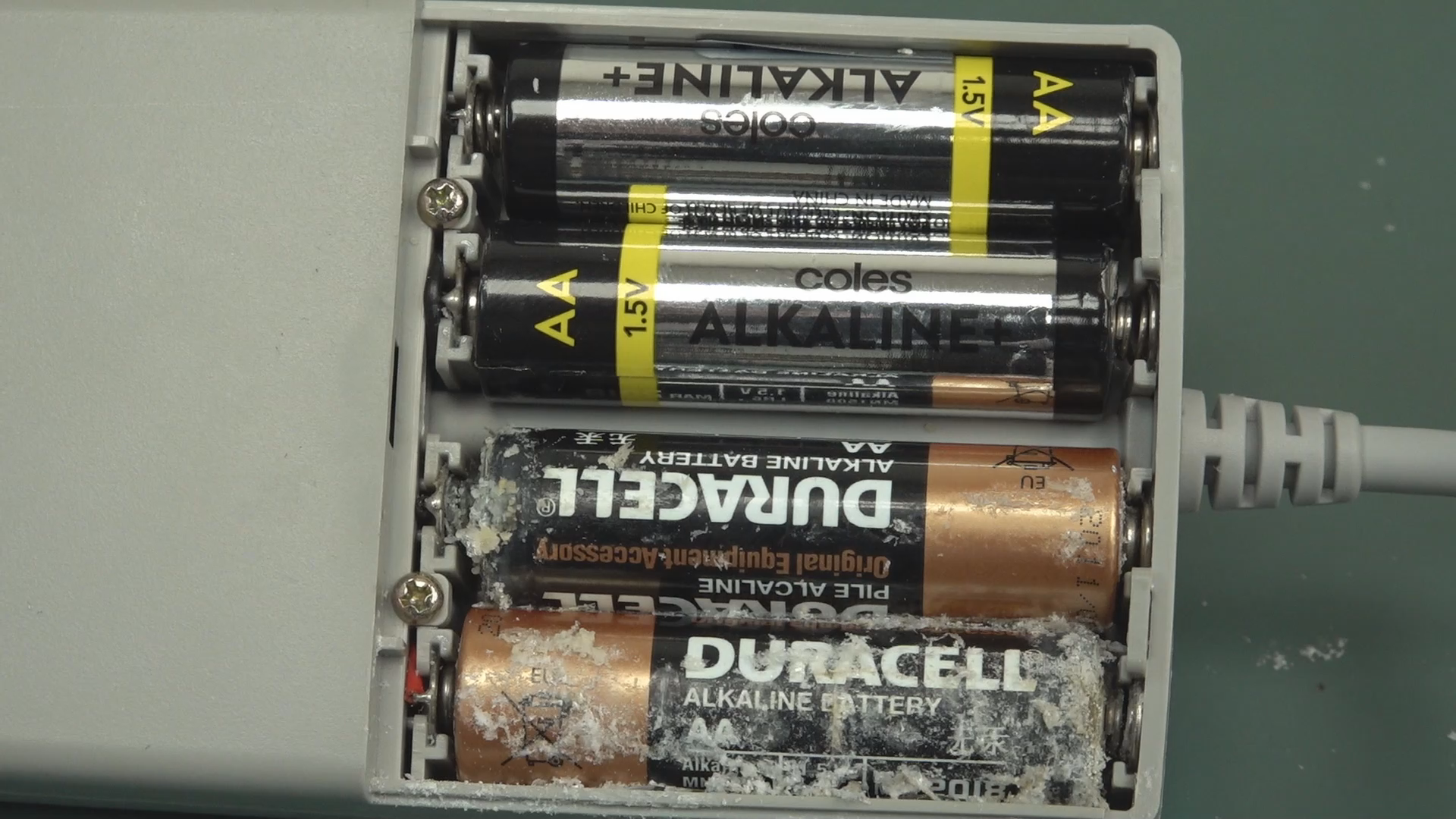
Batterijlekkage

Alkalinebatterijen houden het lang vol (vergeleken met een zink-koolstofcel) maar het is zaak lege batterijen uit het apparaat te halen om schade te voorkomen.
Een alternatief voor de alkalinebatterij, vanwege de gewenste houdbaarheid of omgevingstemperatuur, kan zijn de lithiumbatterij.

## Oplaadbaarheid
Alkalinebatterijen zijn niet herlaadbaar. Dit komt omdat binnenin een niet-herlaadbare batterij een chemische reactie plaatsvindt die niet omkeerbaar is (zie hoofdstuk 'werking').
Dit wil zeggen dat als men de batterij in verschillende toestanden verdeelt, namelijk A (opgeladen), B (leeg) en C (heropgeladen), de volgende overgangen ontstaan: Vanuit de opgeladen toestand A laat men energie leveren door de chemische reactie binnen in de batterij. Zodra de batterij 'leeg' is komt men in toestand B, door de chemische reactie binnenin de batterij zijn de stoffen zich anders gaan vormen en gedragen. Door een herlaadbare batterij op te laden zou men van toestand B opnieuw naar A kunnen gaan, maar omdat bij een niet-heroplaadbare batterij de reactie niet omkeerbaar is zou men, door de batterij toch op te laden, naar een 'imperfecte' toestand A gaan hetgeen we nu toestand C noemen.
Door de batterij op te laden gaat de reactie zich proberen om te keren. Concreet gaat het opgeloste zink zich klonteren (vorming van 'wit zink') wanneer men van toestand B naar toestand C gaat. Het geklonterde zink geeft een minder goede reactie wanneer men de batterij opnieuw wil ontladen. Dit merkt men doordat de batterij nu minder spanning geeft. Door het chemische proces te dwingen zich om te vormen naar C is er een hoog risico op beschadiging van de batterij met lekkage of erger als gevolg. Er worden wel toestellen aangeboden om alkalinebatterijen op te laden en het is ook bekend dat dit bij sommige mensen gelukt is, maar met als voorwaarde dat dit maar een zeer klein aantal keren gebeurt (men spreekt hier van minder dan tienmaal). Dit is gevaarlijk, met risico op explosie, en wordt afgeraden door de fabrikant.

## Veiligheid
Alkalinebatterijen zijn in normale omstandigheden veilig. Deze kunnen zorgen voor gevaar indien ze mechanische beschadigd worden of worden blootgesteld aan brand. De batterij moet echter al boven 150 °C worden opgewarmd voor er een breuk ontstaat.
Lege alkalinebatterijen beginnen uiteindelijk te lekken. Dit is belangrijk als de batterijen naast andere batterijen liggen, omdat ze deze dan kunnen beschadigen. Het lekken komt doordat bij het ontladen er waterstofgas in de batterij wordt aangemaakt, wat de druk doet verhogen. Als deze druk te groot is, lekt er kaliumhydroxide uit de batterij. Kaliumhydroxide reageert met koolstofdioxide uit de lucht en er vormen zich kaliumcarbonaatkristallen. Dit zorgt voor het oxideren van de batterij. Indien deze lekkende batterijen bij andere, nog bruikbare, batterijen liggen kunnen ze deze permanent beschadigen.

## Recyclage
Alkalinebatterijen kunnen gerecycleerd worden. Zink, staal en mangaan maar ook de plastics, papier en messing deeltjes kunnen opnieuw gebruikt worden in tal van toepassingen. Zo wordt het zink gebruikt voor daken, ramen en buizen, de chemische producten voor de galvanische industrie of worden er slakken gemaakt van het materiaal voor de wegenbouw.